# ブルーノ・セーザル・ペレイラ・ダ・シウヴァ
ブルーノ・シウヴァ（ポルトガル語: Bruno Silva）ことブルーノ・セーザル・ペレイラ・ダ・シウヴァ（ポルトガル語: Bruno César Pereira da Silva、1986年8月3日 - ）は、ブラジルのサッカー選手。ポジションはMF。

## クラブ歴
ミナスジェライス州ノヴァ・リマに生まれ、ヴィラ・ノヴァACでサッカー選手となった。その後数クラブに在籍し、2007年12月にアヴァイFCと契約。アヴァイでは1年半を過ごした後、カンピオナート・ブラジレイロ・セリエBのECバイーアにレンタルされた。バイーアでのパフォーマンスが良かったために2010年末までのレンタル延長となったが、監督のパウロ・アンギオニと衝突したためアヴァイに帰還する事となった。2013年にAAポンチ・プレッタに移籍するが、同クラブではカンピオナート・パウリスタでの出場に止まり、全国選手権中はアトレチコ・パラナエンセ、アソシアソン・シャペコエンセ・ジ・フチボウ（ともに当時カンピオナート・ブラジレイロ・セリエA所属）にレンタル移籍して過ごした。2016年にボタフォゴFRに移籍、2018年にクルゼイロECに移籍した。

## タイトル

### クラブ
アヴァイ
- カンピオナート・カタリネンセ: 2009, 2012, 2021

クルゼイロ
- カンピオナート・ミネイロ: 2018
- コパ・ド・ブラジル: 2018

### 個人
- プレミオ・クラッキ・ド・ブラジレイロン: 2017[2]